# Saison 1980-1981 de la LNH
Saison précédente Saison suivante
La saison 1980-1981 est la 64e saison régulière de la Ligue nationale de hockey. Vingt-et-une équipes ont joué chacune 80 matchs.

## Saison régulière
C'est la première saison pour la nouvelle franchise des Flames de Calgary évoluant à Calgary dans l'Alberta. Auparavant, la franchise jouait à Atlanta et se nommait les Flames d'Atlanta.
Mike Bossy des Islanders de New York deviendra, lors de cette saison, le deuxième joueur de l'histoire à compter 50 buts en 50 matchs, 36 ans après l'exploit de Maurice Richard.

### Classement final
| Clt   | Équipe                   | Division | PJ | V  | D  | N  | BP  | BC  | Pts |
| ----- | ------------------------ | -------- | -- | -- | -- | -- | --- | --- | --- |
| +001, | Islanders de New York    | Patrick  | 80 | 48 | 18 | 14 | 355 | 260 | 110 |
| +002, | Blues de Saint-Louis     | Smythe   | 80 | 45 | 18 | 17 | 352 | 281 | 107 |
| +003, | Canadiens de Montréal    | Norris   | 80 | 45 | 22 | 13 | 332 | 232 | 103 |
| +004, | Kings de Los Angeles     | Norris   | 80 | 43 | 24 | 13 | 337 | 290 | 99  |
| +005, | Sabres de Buffalo        | Adams    | 80 | 39 | 20 | 21 | 327 | 250 | 99  |
| +006, | Flyers de Philadelphie   | Patrick  | 80 | 41 | 24 | 15 | 313 | 249 | 97  |
| +007, | Flames de Calgary        | Patrick  | 80 | 39 | 27 | 14 | 329 | 298 | 92  |
| +008, | Bruins de Boston         | Adams    | 80 | 37 | 30 | 13 | 316 | 272 | 87  |
| +009, | North Stars du Minnesota | Adams    | 80 | 35 | 28 | 17 | 291 | 263 | 87  |
| +010, | Black Hawks de Chicago   | Norris   | 80 | 31 | 33 | 16 | 304 | 315 | 78  |
| +011, | Nordiques de Québec      | Adams    | 80 | 30 | 32 | 18 | 314 | 318 | 78  |
| +012, | Canucks de Vancouver     | Smythe   | 80 | 28 | 32 | 20 | 289 | 301 | 76  |
| +013, | Rangers de New York      | Patrick  | 80 | 30 | 36 | 14 | 312 | 317 | 74  |
| +014, | Oilers d'Edmonton        | Smythe   | 80 | 29 | 35 | 16 | 328 | 327 | 74  |
| +015, | Penguins de Pittsburgh   | Norris   | 80 | 30 | 37 | 13 | 302 | 345 | 73  |
| +016, | Maple Leafs de Toronto   | Adams    | 80 | 28 | 37 | 15 | 322 | 367 | 71  |
| +017, | Capitals de Washington   | Patrick  | 80 | 26 | 36 | 18 | 286 | 317 | 70  |
| +018, | Whalers de Hartford      | Norris   | 80 | 21 | 41 | 18 | 292 | 372 | 60  |
| +019, | Rockies du Colorado      | Smythe   | 80 | 22 | 45 | 13 | 258 | 344 | 57  |
| +020, | Red Wings de Détroit     | Norris   | 80 | 19 | 43 | 18 | 252 | 339 | 56  |
| +021, | Jets de Winnipeg         | Smythe   | 80 | 9  | 57 | 14 | 246 | 400 | 32  |

- Champion de la saison régulière
- Qualifié pour les séries éliminatoires

Nota : le classement donné par le site officiel de la Ligue nationale de hockey n'est pas le bon. En effet pour cette saison 1980-1981, comme pour la saison saison précédente, le format des séries annoncée par la LNH doit voir l'opposition des équipes selon le format suivant : 1 contre 16, 2 contre 15, 3 contre 14, 4 contre 13, 5 contre 12, 6 contre 11, 7 contre 10 et 8 contre 9. Ainsi, en cas d'égalité, les équipes sont départagées selon le nombre de victoires. Les Canadiens, troisièmes de la saison régulière, étant opposés aux Oilers d'Edmonton, ces derniers sont donc classés 14e et non pas 13e comme annoncé par la LNH.

### Meilleurs Pointeurs
| Joueur          | Équipe                | PJ | B  | A   | Pts | Pun |
| --------------- | --------------------- | -- | -- | --- | --- | --- |
| Wayne Gretzky   | Edmonton              | 80 | 55 | 109 | 164 | 28  |
| Marcel Dionne   | Los Angeles           | 80 | 58 | 77  | 135 | 70  |
| Kent Nilsson    | Calgary               | 80 | 49 | 82  | 131 | 26  |
| Mike Bossy      | Islanders de New York | 79 | 68 | 51  | 119 | 32  |
| Dave Taylor     | Los Angeles           | 72 | 47 | 65  | 112 | 130 |
| Peter Šťastný   | Québec                | 77 | 39 | 70  | 109 | 37  |
| Charlie Simmer  | Los Angeles           | 65 | 56 | 49  | 105 | 62  |
| Mike Rogers     | Hartford              | 80 | 40 | 65  | 105 | 32  |
| Bernie Federko  | Saint-Louis           | 78 | 31 | 73  | 104 | 47  |
| Jacques Richard | Québec                | 78 | 52 | 51  | 103 | 39  |

## Séries éliminatoires de la Coupe Stanley
|  | Premier tour | Premier tour          | Premier tour        |   |              | Quarts de finale      | Quarts de finale | Quarts de finale |  |   | Demi-finales          | Demi-finales | Demi-finales |  |   | Finale de la Coupe Stanley | Finale de la Coupe Stanley | Finale de la Coupe Stanley |
|  |              |                       |                     |   |              |                       |                  |                  |  |   |                       |              |              |  |   |                            |                            |                            |
|  | 1            | Islanders de New York | 3                   |   |              |                       |                  |                  |  |   |                       |              |              |  |   |                            |                            |                            |
|  | 16           | Toronto               | 0                   |   |              |                       |                  |                  |  |   |                       |              |              |  |   |                            |                            |                            |
|  | 16           | Toronto               | 0                   |   | 1            | Islanders de New York | 4                |                  |  |   |                       |              |              |  |   |                            |                            |                            |
|  |              |                       |                     |   | 1            | Islanders de New York | 4                |                  |  |   |                       |              |              |  |   |                            |                            |                            |
|  |              | 14                    | Edmonton            | 2 |              |                       |                  |                  |  |   |                       |              |              |  |   |                            |                            |                            |
|  | 2            | 14                    | Edmonton            | 2 | Saint-Louis  | 3                     |                  |                  |  |   |                       |              |              |  |   |                            |                            |                            |
|  | 2            |                       |                     |   | Saint-Louis  | 3                     |                  |                  |  |   |                       |              |              |  |   |                            |                            |                            |
|  | 15           | Pittsburgh            | 2                   |   |              |                       |                  |                  |  |   |                       |              |              |  |   |                            |                            |                            |
|  | 15           | Pittsburgh            | 2                   |   |              |                       |                  |                  |  | 1 | Islanders de New York | 4            |              |  |   |                            |                            |                            |
|  |              |                       |                     |   |              |                       |                  |                  |  | 1 | Islanders de New York | 4            |              |  |   |                            |                            |                            |
|  |              | 13                    | Rangers de New York | 0 |              |                       |                  |                  |  |   |                       |              |              |  |   |                            |                            |                            |
|  | 3            | 13                    | Rangers de New York | 0 | Montréal     | 0                     |                  |                  |  |   |                       |              |              |  |   |                            |                            |                            |
|  | 3            |                       |                     |   | Montréal     | 0                     |                  |                  |  |   |                       |              |              |  |   |                            |                            |                            |
|  | 14           | Edmonton              | 3                   |   |              |                       |                  |                  |  |   |                       |              |              |  |   |                            |                            |                            |
|  | 14           | Edmonton              | 3                   |   | 2            | Saint-Louis           | 2                |                  |  |   |                       |              |              |  |   |                            |                            |                            |
|  |              |                       |                     |   | 2            | Saint-Louis           | 2                |                  |  |   |                       |              |              |  |   |                            |                            |                            |
|  |              | 13                    | Rangers de New York | 4 |              |                       |                  |                  |  |   |                       |              |              |  |   |                            |                            |                            |
|  | 4            | 13                    | Rangers de New York | 4 | Los Angeles  | 1                     |                  |                  |  |   |                       |              |              |  |   |                            |                            |                            |
|  | 4            |                       |                     |   | Los Angeles  | 1                     |                  |                  |  |   |                       |              |              |  |   |                            |                            |                            |
|  | 13           | Rangers de New York   | 3                   |   |              |                       |                  |                  |  |   |                       |              |              |  |   |                            |                            |                            |
|  | 13           | Rangers de New York   | 3                   |   |              |                       |                  |                  |  |   |                       |              |              |  | 1 | Islanders de New York      | 4                          |                            |
|  |              |                       |                     |   |              |                       |                  |                  |  |   |                       |              |              |  | 1 | Islanders de New York      | 4                          |                            |
|  |              | 9                     | Minnesota           | 1 |              |                       |                  |                  |  |   |                       |              |              |  |   |                            |                            |                            |
|  | 5            | 9                     | Minnesota           | 1 | Buffalo      | 3                     |                  |                  |  |   |                       |              |              |  |   |                            |                            |                            |
|  | 5            |                       |                     |   | Buffalo      | 3                     |                  |                  |  |   |                       |              |              |  |   |                            |                            |                            |
|  | 12           | Vancouver             | 0                   |   |              |                       |                  |                  |  |   |                       |              |              |  |   |                            |                            |                            |
|  | 12           | Vancouver             | 0                   |   | 5            | Buffalo               | 1                |                  |  |   |                       |              |              |  |   |                            |                            |                            |
|  |              |                       |                     |   | 5            | Buffalo               | 1                |                  |  |   |                       |              |              |  |   |                            |                            |                            |
|  |              | 9                     | Minnesota           | 4 |              |                       |                  |                  |  |   |                       |              |              |  |   |                            |                            |                            |
|  | 6            | 9                     | Minnesota           | 4 | Philadelphie | 3                     |                  |                  |  |   |                       |              |              |  |   |                            |                            |                            |
|  | 6            |                       |                     |   | Philadelphie | 3                     |                  |                  |  |   |                       |              |              |  |   |                            |                            |                            |
|  | 11           | Québec                | 2                   |   |              |                       |                  |                  |  |   |                       |              |              |  |   |                            |                            |                            |
|  | 11           | Québec                | 2                   |   |              |                       |                  |                  |  | 7 | Calgary               | 2            |              |  |   |                            |                            |                            |
|  |              |                       |                     |   |              |                       |                  |                  |  | 7 | Calgary               | 2            |              |  |   |                            |                            |                            |
|  |              | 9                     | Minnesota           | 4 |              |                       |                  |                  |  |   |                       |              |              |  |   |                            |                            |                            |
|  | 7            | 9                     | Minnesota           | 4 | Calgary      | 3                     |                  |                  |  |   |                       |              |              |  |   |                            |                            |                            |
|  | 7            |                       |                     |   | Calgary      | 3                     |                  |                  |  |   |                       |              |              |  |   |                            |                            |                            |
|  | 10           | Chicago               | 0                   |   |              |                       |                  |                  |  |   |                       |              |              |  |   |                            |                            |                            |
|  | 10           | Chicago               | 0                   |   | 6            | Philadelphie          | 3                |                  |  |   |                       |              |              |  |   |                            |                            |                            |
|  |              |                       |                     |   | 6            | Philadelphie          | 3                |                  |  |   |                       |              |              |  |   |                            |                            |                            |
|  |              | 7                     | Calgary             | 4 |              |                       |                  |                  |  |   |                       |              |              |  |   |                            |                            |                            |
|  | 8            | 7                     | Calgary             | 4 | Boston       | 0                     |                  |                  |  |   |                       |              |              |  |   |                            |                            |                            |
|  | 8            |                       |                     |   | Boston       | 0                     |                  |                  |  |   |                       |              |              |  |   |                            |                            |                            |
|  | 9            | Minnesota             | 3                   |   |              |                       |                  |                  |  |   |                       |              |              |  |   |                            |                            |                            |

## Récompenses
| Trophée                      | Vainqueur                                    | Équipe                 |
| ---------------------------- | -------------------------------------------- | ---------------------- |
| Trophée Calder               | Peter Šťastný                                | Nordiques de Québec    |
| Trophée Lester-B.-Pearson    | Mike Liut                                    | Blues de Saint-Louis   |
| Trophée Art-Ross             | Wayne Gretzky                                | Oilers d'Edmonton      |
| Trophée Hart                 | Wayne Gretzky                                | Oilers d'Edmonton      |
| Trophée Conn-Smythe          | Butch Goring                                 | Islanders de New York  |
| Trophée Bill-Masterton       | Blake Dunlop                                 | Blues de Saint-Louis   |
| Trophée Frank-J.-Selke       | Bob Gainey                                   | Canadiens de Montréal  |
| Trophée Jack-Adams           | Gordon « Red » Berenson                      | Blues de Saint-Louis   |
| Trophée James-Norris         | Randy Carlyle                                | Penguins de Pittsburgh |
| Trophée Lady Byng            | Rick Kehoe                                   | Penguins de Pittsburgh |
| Trophée Lester-Patrick       | Charles M. Schulz                            | Charles M. Schulz      |
| Trophée Vézina               | Denis Herron Michel Larocque Richard Sevigny | Canadiens de Montréal  |
| Trophée plus-moins de la LNH | Brian Engblom                                | Canadiens de Montréal  |

| Trophée                      | Équipe                |
| ---------------------------- | --------------------- |
| Trophée Clarence-S.-Campbell | Islanders de New York |
| Trophée Prince de Galles     | Canadiens de Montréal |
| Coupe Stanley                | Islanders de New York |

### Équipes d'étoiles
| Position       | Première équipe | Première équipe        | Deuxième équipe | Deuxième équipe        |
| Position       | Joueur          | Équipe                 | Joueur          | Équipe                 |
| -------------- | --------------- | ---------------------- | --------------- | ---------------------- |
| Gardien de but | Mike Liut       | Blues de Saint-Louis   | Mario Lessard   | Kings de Los Angeles   |
| Défenseur      | Randy Carlyle   | Penguins de Pittsburgh | Raymond Bourque | Bruins de Boston       |
| Défenseur      | Denis Potvin    | Islanders de New York  | Larry Robinson  | Canadiens de Montréal  |
| Ailier gauche  | Charlie Simmer  | Kings de Los Angeles   | Bill Barber     | Flyers de Philadelphie |
| Centre         | Wayne Gretzky   | Oilers d'Edmonton      | Marcel Dionne   | Kings de Los Angeles   |
| Ailier droit   | Mike Bossy      | Islanders de New York  | Dave Taylor     | Kings de Los Angeles   |